# Deolide Carmen Gómez de Bertone
Deolide Carmen Gómez de Bertone (n. 1940) es una docente, sindicalista y política argentina del Partido Justicialista, que se desempeñó como senadora nacional por la provincia de La Pampa entre 2001 y 2003.

## Biografía
Docente de profesión, fue titular y secretaria de Acción Social de la seccional La Pampa del Sindicato Argentino de Docentes Privados (SADOP).
En las elecciones legislativas de 2001 fue elegida senadora nacional por la provincia de La Pampa, integrando el bloque del Partido Justicialista. Por sorteo, le correspondió un mandato de dos años.
Fue presidenta de la comisión de Turismo, secretaria de las comisiones de Trabajo y Previsión Social; y de Educación; además de vocal en las comisiones de Ciencia y Tecnología; de Asistencia Social y Salud Pública; de Obras Públicas; de Familia; de Cultura; de Ecología; y de Economías Regionales. Fue también diputada al Parlamento Latinoamericano.
Tras su paso por el Senado, en 2003 el gobernador Carlos Verna la designó subsecretaria de Turismo de La Pampa, desempeñándose hasta 2007. Volvió a ocupar el cargo en diciembre de 2015 (incorporándose al gabinete de la segunda gobernación de Verna), renunciando en septiembre de 2016.
En las elecciones provinciales de 2011 fue elegida diputada provincial, con mandato hasta 2015, integrando el bloque Justicialista.